# 2896 Прейсс
2896 Прейсс (2896 Preiss) — астероїд головного поясу, відкритий 15 вересня 1931 року.
Тіссеранів параметр щодо Юпітера — 3,620.